# Kapel-Avezaath
Kapel-Avezaath is een dorp in de Betuwe, in de Nederlandse provincie Gelderland, deels gelegen in de gemeente Tiel en deels (ten noorden van de rijksweg A15) in de gemeente Buren. Kapel-Avezaath telt ca. 800 inwoners. Het dorp is in de middeleeuwen ontstaan op een stroomrug van de Waal.  Het pittoreske riviertje de Linge scheidt Kapel-Avezaath van buurdorp Wadenoijen.

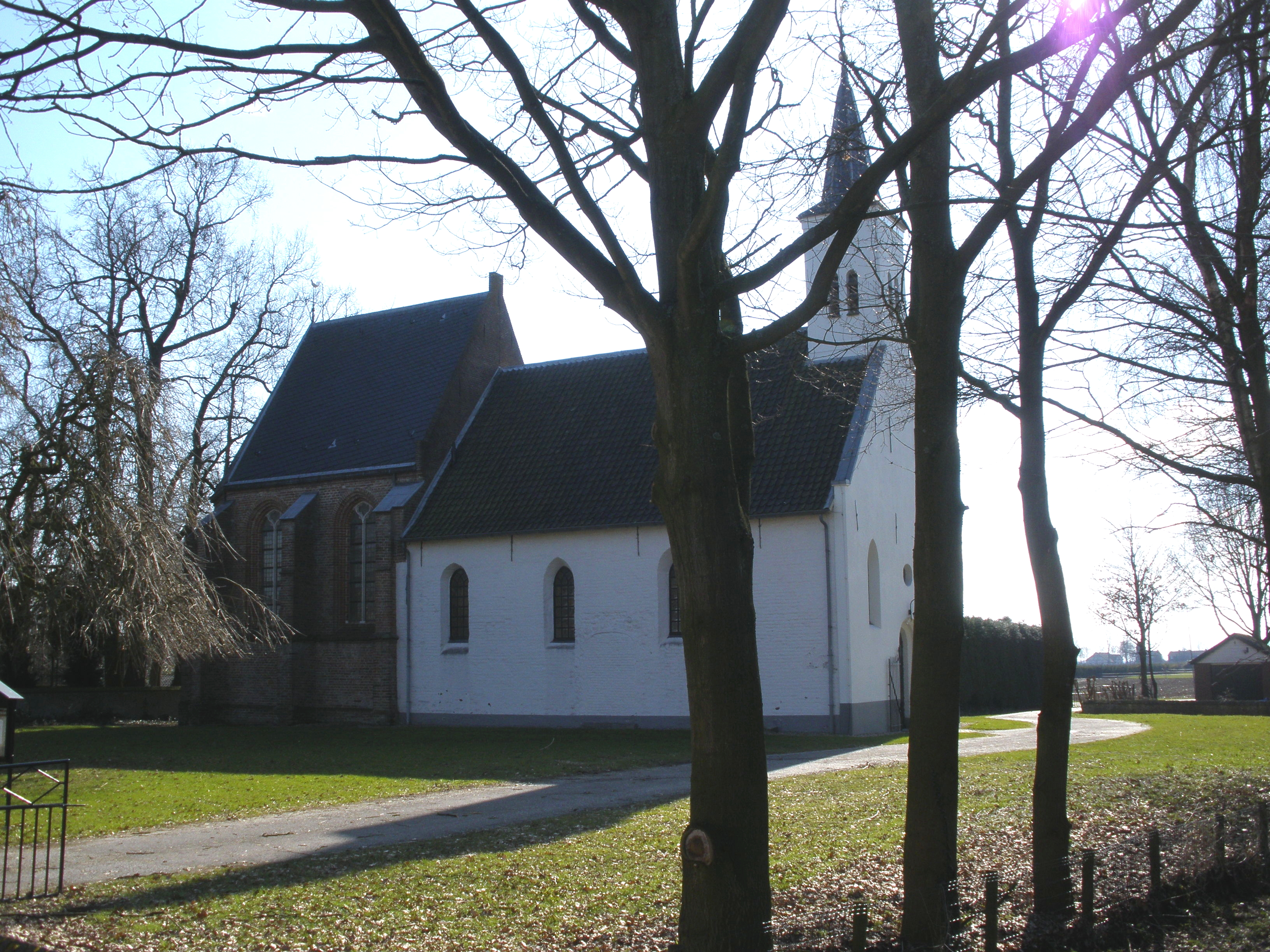
Agathakapel

De Agathakapel, een hervormde kerk, is een grotendeels bepleisterde zaalkerk. Het schip dateert uit de 14e eeuw. Het hogere laatgotische koor stamt uit het midden van de 16e eeuw. De geveltoren werd in 1783 toegevoegd. Kapel-Avezaath vormt samen met buurdorp Kerk-Avezaath de Protestantse gemeente Kerk- en Kapel-Avezaath.
Een van de oudst bewoonde delen van Kapel-Avezaath is het gebied rondom de huidige hofstede Alden Haaf aan het Laageinde. Bij deze hofstede is de gracht (singel) nog aanwezig, welke een verhoogd gebied omsluit. Het oudst bekende Avezaathse document is een oorkonde uit de 9e of 10e eeuw, die in de 11e eeuw is gekopieerd. Hierin staat vermeld dat een hoeve in Avezaath geschonken is aan bisschop Balderik van Utrecht.